# Grant Parish
Grant Parish is een parish in de Amerikaanse staat Louisiana.
De parish heeft een landoppervlakte van 1.671 km² en telt 18.698 inwoners (volkstelling 2000). De hoofdplaats is Colfax.

## Bevolkingsontwikkeling

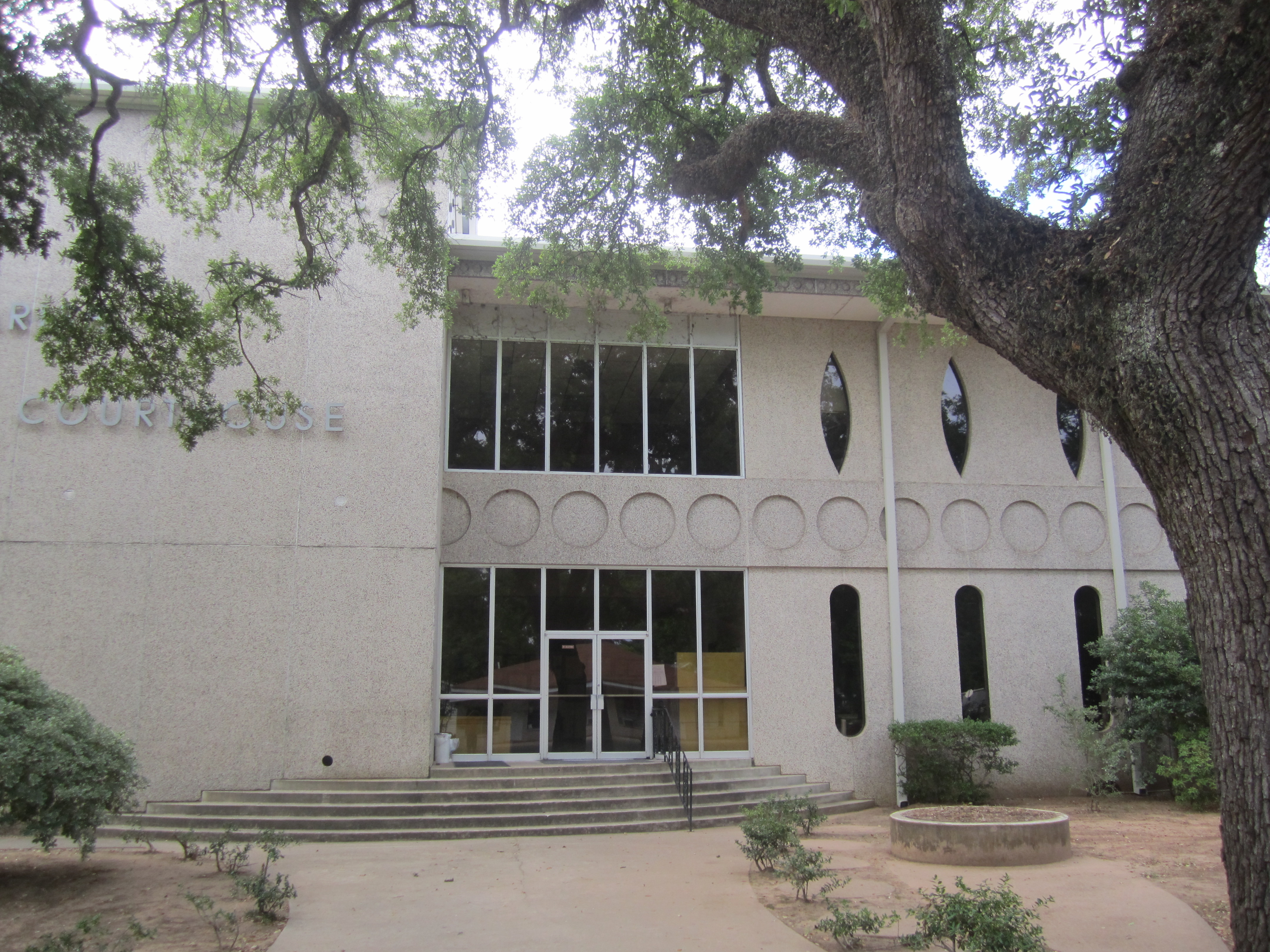
Grant Parish Courthouse